# Eduardo Ferro Rodrigues
Eduardo Ferro Rodrigues (Lisbona, 3 novembre 1949) è un politico portoghese.

## Biografia
Esponente del Partito Socialista, ha ricoperto diversi incarichi ministeriali nei governi guidati dal Primo ministro António Guterres: nel XIII governo, ministro della solidarietà e della sicurezza sociale (dal 1995 al 1997) e ministro del lavoro e della solidarietà (dal 1997 al 1999); nel XIV governo, di nuovo ministro del lavoro e della solidarietà (dal 1999 al 2001) e ministro della protezione sociale (dal 2001 al 2002).
Nel 2002 è divenuto segretario generale del Partito Socialista, risultato sconfitto alle elezioni legislative.
Nel 2015 è stato eletto presidente dell'Assemblea della Repubblica.